# Rijkszuivelstation
Het Rijkszuivelstation was een controle- en onderzoeksinstituut voor zuivel en zuivelproducten, dat onder andere was belast met de uitvoering van de Boterwet. Het was van 1903 tot 1979 gevestigd in een speciaal door Rijksbouwmeester Jacobus van Lokhorst ontworpen gebouw in de Vreewijk in de Nederlandse stad Leiden.

## Werkwijze
In het Koninklijk Besluit van 23 februari 1903 tot instelling van een Rijkszuivelstation stond: "Het Rijkszuivelstation is belast met het onderzoek van monsters genomen ter uitvoering van de Boterwet, alsook met het wetenschappelijk onderzoek van zuivel en zuivelproducten en met hetgeen daarmede samenhangt". Uit dat laatste volgde naast het onderzoek van zuivel en zuivelproducten al snel ook het onderzoek van margarine, omdat er sprake was van vervalsingen van boter. Ook de grondstoffen van margarine (oliën en vetten) werden onderwerp van onderzoek.
Het Rijkszuivelstation werd ook ingeschakeld bij de controle op de naleving van de Landbouw-Crisiswet 1933. Daarmee werd het onderzoeksgebied verder uitgebreid met zuivelhoudende producten, zoals melkpoeder in chocola en botervet in koek, en olie- en vethoudende producten zoals oliezaden en bakkerijgrondstoffen.
Tijdens de Duitse bezetting werd ook in Nederland een publiekrechtelijke organisatie opgebouwd naar Duits model, hetgeen leidde tot de instelling van bedrijfschappen en productschappen, die na de bevrijding niet ongedaan werd gemaakt. De werkzaamheden van het Rijkszuivelstation werden hier een onderdeel van en dat zette zich na de oorlog voort in activiteiten voor de Algemene Inspectiedienst (nu opgegaan in de Voedsel- en Warenautoriteit) en voor de productschappen. Doordat veel oorlogsmaatregelen in de jaren 1950-1955 werden ingetrokken verminderde het werkpakket aanzienlijk, waardoor ruimte ontstond om zonder extra capaciteit nieuwe taken aan te nemen, zoals:
- Onderzoek voor de Veeartsenijkundige Dienst ter controle op de naleving van bepalingen omtrent de samenstelling van te exporteren dierlijke vetten;
- Toezicht op de laboratoria voor de eiwitbepaling in melk;
- Controle op de radioactieve besmetting van melk;
- Controle op de samenstelling van zuivelproducten bestemd voor veldrantsoenen.

In 1958 telde het Rijkszuivelstation 65 medewerkers, waaronder 8 academici. De medewerkers waren allemaal werkzaam in de binnendienst. Voor monsternemingen werd gebruikgemaakt van andere instanties. Het laboratorium was gesplitst in de afdelingen: boter en kaas, melk- en melkproducten, oliën en vetten, margarine, toevoegingen, microchemie en bacteriologie. Daarnaast had het station nog andere bijzondere taken, waaronder de verstrekking van rijksbotermerken en rijkskaasmerken.
Door de intrekking van de Boterwet in 1960 en het daarop betrekking hebbende KB van 1903 verviel de basis voor de oorspronkelijke taak van het Rijkszuivelstation. De hiervoor genoemde nieuwere taken resteerden. Op 21 oktober 1975 werd het Rijkszuivelstation te Leiden samen met het Rijkslandbouwproefstation voor Meststoffen- en Veevoederonderzoek te Maastricht geïntegreerd tot het Rijks Kwaliteitsinstituut voor Land- en Tuinbouwproducten (RIKILT) te Wageningen. Omdat het nieuwe laboratorium voor het RIKILT pas in 1979 gereed was, werden de werkzaamheden van beide bovengenoemde stations tot dan nog op de gebruikelijke wijze voortgezet. In 1979 viel het doek definitief.

## Gebouw

### Het oorspronkelijke gebouw uit 1902
Na de vestiging van Rijkszuivelstations in Groningen, Hoorn en Wageningen besloot de toenmalige afdeling Landbouw van het Ministerie van Binnenlandse Zaken ook een station in Leiden te vestigen. In de Leidse Vreewijk waren al enkele andere door Lokhorst ontworpen laboratoria gevestigd: het Laboratorium voor Organische Chemie en het Farmaceutisch laboratorium). Vlakbij in de Dwarsstraat (nu de Vreewijkstraat) was nog een geschikte locatie. Daar werd in de periode 1901 - 1902 het Rijkszuivelstation gebouwd. De officiële opening was op 1 maart 1903.
Het gebouw bestaat uit een grote vleugel langs de Vreewijkstraat en een kleine dwarsvleugel richting het aangrenzende terrein van het Farmaceutisch laboratorium. Het gebouw heeft twee etages en een zolder. Boven de hoofdingang bevindt zich een versierde gevelsteen met de tekst "Rijks Zuivelstation". Boven de nu dichtgezette ingang van de vroegere dienstwoning bevindt zich nog een gevelsteen met het jaartal van de voltooiing van de bouw: 1902. In het gebouw bevonden zich verschillende laboratoria voor de kwaliteitscontrole op boter, margarine en (vanaf 1910) kaas.

### De uitbreiding van 1952
Het Rijkszuivelstation bleek al snel te klein en op 5 maart 1909 werd het pand Vreewijkstraat 21 gehuurd om daar de administratie onder te brengen. Op 1 augustus 1910 volgde de huur van Vreewijkstraat 12, en in 1916 die van Vreewijkstraat 10. Pas in 1952 volgde nieuwbouw van een nieuwe vleugel langs de Vreewijkstraat op de plaats waar tot dan toe de tuin van het Rijkszuivelstation had gelegen. Boven de ingang werd nu een gevelsteen met het jaartal 1952 aangebracht. De dienstwoning verviel in 1973 en de vrijkomende ruimte werd bij de werkruimten getrokken.
Na de opheffing van het Rijkszuivelstation in 1975, en vervolgens in 1979 de overheveling van de werkzaamheden naar het nieuwe laboratorium voor het RIKILT in Wageningen, werd het gebouw in 1980 geschikt gemaakt voor andere (overheids)gebruikers. Op de begane grond werd in het oudste deel de "Geneeskundige Inspectie Geestelijke Gezondheid Zuid-Holland en Zeeland" (later toegevoegd aan de Inspectie voor de Gezondheidszorg) ondergebracht en in het nieuwere deel de "Inspectie IIB Sassenheim voor kleuter- en het lager onderwijs" (nu Inspectie van het Onderwijs). Op de etages kwamen opslag- en werkruimten voor het Rijksmuseum van Natuurlijke Historie (nu het museum Naturalis).

### De verbouwing tot appartementen in 2003
Uiteindelijk verliet het Rijk de beide gebouwen en kreeg een projectontwikkelaar de mogelijkheid het in 2003 geheel te renoveren en om te bouwen tot een twaalftal appartementen. Een nieuwe hal met de gemeenschappelijke voordeur, een trappenhuis en glazen lift verbindt nu het oude en nieuwe deel. Het gebouw uit 1952 werd voorzien van een moderne dakopbouw. Verder bleef de buitenkant van de gebouwen ongewijzigd.